# 최춘식 (1956년)
최춘식(崔春植, 1956년 3월 14일~)는 대한민국의 제21대 국회의원이다. 포천군의회 의원, 경기도의회 의원을 지냈다.

## 학력
- 1969: 도담국민학교 졸업
- 1972: 제천중학교 졸업
- 1975: 제천고등학교 졸업
- 1976~1978: 육군3사관학교 15기 졸업
- 1978~1978: 육군보병학교 수료
- 1994~1998: 대진대학교 디지털경제학과 학사
- 한국방송통신대학교 경영학 중퇴
- 2016~2018: 한경국립대학교 대학원 국제경영학과 경영학 석사

## 경력
- 2002.07~2003.09: 제4대 경기 포천군의회 의원(민선 3기, 경기 포천군 관인면 선거구, 무소속, 초선)
  - 2002.07~2003.09: 제4대 경기 포천군의회 내무위원회 위원장
- 2006.03~2009.12: 포천시 관인면 주민자치위원회 위원장
- 2008.01~2009.12: 포천시주민자치위원연합회 회장
- 2014.07~2018.06: 제9대 경기도의회 의원(민선 6기, 경기 포천시 제1선거구, 새누리당→자유한국당, 초선)
  - 2016.07~2018.06: 제9대 경기도의회 후반기 기획재정위원회 위원
- 2020.05~2020.09: 미래통합당 경기도당 포천시·가평군 당원협의회 위원장
- 2020.07~2020.09: 미래통합당 경기도당 위원장
- 2020.08~2020.09: 미래통합당 코로나19 대책특별위원회 위원
- 2020.09~2021.07: 국민의힘 경기도당 위원장
- 2020.09~2024.01: 국민의힘 경기도당 포천시·가평군 당원협의회 위원장
- 2020.09: 국민의힘 코로나19 대책특별위원회 위원
- 2020.09~: 국민의힘 호남 동행 국회의원 발대식 명예의원(전라북도 진안군)
- 2021.03~2021.04: 국민의힘 4·7재보궐선거 서울시장 보궐선거 선거대책위원회 명예선대본부장
- 2021.05~2022.04: 국민의힘 원내부대표
- 2021.09~2021.11: 국민의힘 윤석열 제20대 대통령 선거 예비후보 국민캠프 지역본부 권역별 선거대책위원회 경기도 공동선거대책위원장
- 2021.12~2022.01: 국민의힘 선거대책위원회 조직총괄본부 경기인천본부장
- 2021.12~2022.03: 국민의힘 경기도 살리는 선거대책위원회 선거대책위원장단 공동선거대책위원장
- 2022.01~2022.03: 국민의힘 제20대 대통령 선거 정책본부 코로나회복특별위원장
- 2022.01~2022.03: 국민의힘 제20대 대통령 선거 선거대책본부 조직본부 경기·인천본부장
- 2022.04: 국민의힘 김은혜  6·1지방선거 경기도지사 예비후보 선거대책위원회 조직총괄본부장
- 2022.10~2022.12: 국민의힘 조직강화특별위원회 위원
- 2023.04~2024.04: 국민의힘 중앙연수원장
- 국민의힘 경기도당 고문
- 2024.03~2024.04: 제22대 총선 국민의힘 경기도당 선거대책위원회 선대부위원장
- 2025.01~: 제16대 한국석유관리원 이사장

### 의정 활동
- 2020.05~2024.05: 제21대 국회의원(경기 포천시·가평군, 미래통합당→국민의힘, 초선)
  - 2020.07~2022.04: 제21대 국회 전반기 행정안전위원회 위원
  - 2020.07~2024.05: 국회 포스트코로나 경제연구포럼 구성의원
  - 2022.04~2022.05: 제21대 국회 전반기 행정안전위원회 간사
  - 제21대 국회 전반기 행정안전위원회 법안심사 제2소위원회 위원장
  - 2022.07~2022.08: 중앙선거관리위원회 위원(남래진) 선출에 관한 인사청문특별위원회 위원
  - 2022.07~2024.05: 제21대 국회 전반기 농림축산식품해양수산위원회 위원
    - 제21대 국회 후반기 농림축산식품해양수산위원회 농림축산식품법안심사소위원회 위원
    - 제21대 국회 후반기 농림축산식품해양수산위원회 예산결산심사소위원회 위원
    - 제21대 국회 후반기 농림축산식품해양수산위원회 예산결산심사소위원회 위원장

  - 2022.08~2023.05: 제21대 국회 후반기 예산결산특별위원회 위원
  - 중소기업과 골목상권을 현장에서 살피는 정책 전문가 포럼 구성의원

## 전과
- 공직선거및선거부정방지법위반: 벌금 200만원 - 2003년 6월 17일 선고[1]

## 논란

### 유공자특별분양 투기활용 의혹
국민의힘 최춘식 의원이 부동산 투기의혹에 휩싸였다. 국가유공자 자격으로 공공아파트 특별분양을 받은 후 의무거주기간을 지키지 않았다는 주장이며 한국토지주택공사(LH)를 대상으로 한 국토교통위원회 국감에서 민주당 진성준 의원은 “최 의원이 국가유공자로 위례신도시 보금자리 아파트를 특별분양 받았지만, 2014년 1월 입주 시기 이후 하루도 거주하지 않았다. 2억5천만원에 특별 분양받은 아파트의 현재 시세는 9억8천에 이른다”면서 “파렴치한 범죄”라고 비판했다. 공공주택을 분양받을 경우 관계법령에 따라 3년간의 의무 거주기간이 있다. 최춘식 의원은 2014년 입주의무 예외신청을 하면서 자필로 직접 “생업으로 인한 수도권 이외 지역에 거주”를 사유로 작성한 것으로 나타났다. 당시 의무거주 유예를 받기 위해 강원도 철원으로 주소지를 옮겼다가 23일만에 다시 포천시로 재전입한 뒤 지방선거에 출마했다는 점에서, 실제 강원도에 거주하지 않을 것을 알면서 ‘허위’로 서류를 작성한 것이 아니냐는 의혹이 나온다. 최춘식 의원은 해당 의혹에 대하여 위례 공공아파트에 거주하지 않았음은 본인도 인정하나 국가유공자 보훈 대상자 자격으로서 분양받은 것이어서 절차상 문제가 없고 강원도 철원에 보유한 농지로 영농목적의 입주 유예신청을 했고, 받아들여졌던 것이라고 답변하였다.

## 역대 선거 결과
|  | 50.13% |

|  | 7.8% |

|  | 57.59% |

|  | 36.43% |

|  | 50.25% |

## 소속 정당
| 소속 정당 | 소속 정당  | 소속 기간 | 비고      |
| --------- | ---------- | --------- | --------- |
|           | 무소속     | 2002~2014 | 정계 입문 |
|           | 새누리당   | 2014~2017 | 입당      |
|           | 무소속     | 2017      | 탈당      |
|           | 바른정당   | 2017      | 창당      |
|           | 무소속     | 2017      | 탈당      |
|           | 자유한국당 | 2017~2020 | 복당      |
|           | 미래통합당 | 2020      | 합당      |
|           | 국민의힘   | 2020~현재 | 당명 변경 |

## 같이 보기
- 포천시·가평군
- 포천시의 국회의원
- 가평군의 국회의원